# Afrogecko ansorgii
Espèce
Synonymes
- Phyllodactylus ansorgii Boulenger, 1907

Afrogecko ansorgii est une espèce de geckos de la famille des Gekkonidae.

## Répartition
Cette espèce est endémique de la province de Benguela en Angola.

## Étymologie
Cette espèce est nommée en l'honneur de William John Ansorge (1850–1913).

## Publication originale
- Boulenger, 1907 : Descriptions of three new lizards and a new frog, discovered by Dr. W. J. Ansorge in Angola. Annals and Magazine of Natural History, ser. 7, vol. 19, n. 26, p. 212-214 (texte intégral).